# Résolution 779 du Conseil de sécurité des Nations unies
Membres permanents
- Chine
- États-Unis
- France
- Royaume-Uni
- Russie

Membres non permanents
- Autriche
- Belgique
- Cap-Vert
- Équateur
- Hongrie
- Inde
- Japon
- Maroc
- Venezuela
- Zimbabwe

Résolution no 778 Résolution no 780
La résolution 779 du Conseil de sécurité des Nations unies, adoptée à l'unanimité le 6 octobre 1992, après avoir réaffirmé la résolution 743 (1992) et les résolutions ultérieures et pris note d'un rapport du Secrétaire général Boutros Boutros-Ghali soumis conformément aux résolutions 743 et 762 (1992), le Conseil a autorisé la Force de protection des Nations unies (FORPRONU) à assumer la responsabilité de surveiller le retrait complet de l'Armée populaire yougoslave de Croatie, la démilitarisation de la péninsule de Prevlaka et le retrait des armes lourdes des régions voisines de la Croatie et du Monténégro, en coopération avec la mission de surveillance des Communautés européennes.
Le Conseil a appelé toutes les parties concernées à améliorer leur coopération avec la FORPRONU dans l'accomplissement de sa nouvelle mission, ainsi que des tâches qu'elle entreprenait déjà dans les zones protégées des Nations unies. Il a également exhorté toutes les parties en Croatie à respecter leurs obligations au titre du plan de maintien de la paix des Nations unies, notamment en ce qui concerne le retrait des troupes et le désarmement de toutes les forces militaires et paramilitaires.
La résolution a ensuite approuvé l'accord conclu le 30 septembre 1992 entre les présidents de la république de Croatie et de la république fédérale de Yougoslavie (Serbie-et-Monténégro), selon lequel toutes les déclarations ou engagements pris sous la contrainte seraient considérés comme nuls et non avenus. Le Conseil a souligné que cette accord concernait en particulier le droit de propriété et les droits fonciers, après avoir exprimé son inquiétude face à « la destruction et la dévastation gratuites des propriétés ». Il a également salué les efforts des co-présidents de la Conférence internationale sur l'ex-Yougoslavie pour assurer le rétablissement de l'approvisionnement en électricité et en eau avant l'hiver prochain.

## Voir également
- Éclatement de la Yougoslavie
- Guerre de Bosnie
- Guerre d'indépendance croate
- Guerres yougoslaves